# Nuit noire, Calcutta
Pour plus de détails, voir Fiche technique et Distribution.
Nuit noire, Calcutta est un film français, court métrage réalisé par Marin Karmitz, sorti en 1964.

## Synopsis
À Calcutta, en Inde, un écrivain alcoolique est confronté à l'impuissance de la création.

## Fiche technique
- Titre : Nuit noire, Calcutta
- Réalisation : Marin Karmitz
- Scénario : Marguerite Duras
- Montage : Jean-Claude Lubtchansky
- Photographie : Willy Kurant
- Son : Luc Perini
- Pays d'origine :  France
- Durée : 24 minutes
- Date de sortie : 
  - France : 1964

## Distribution
- Maurice Garrel : l'écrivain
- Natasha Parry
- Nicole Hiss

## Sélection
- 1964 : Journées internationales du film de court-métrage à Tours

## À propos du film
- Marin Karmitz précise : « C'est, au départ, une commande d'un laboratoire pharmaceutique, qui lançait un médicament censé soigner l'alcoolisme. Après une tentative de documentaire que j'ai laissé tomber, j'ai pensé à Marguerite, que je savais très proche des problèmes d'alcool. Comme elle sortait d'une cure de désintoxication, elle avait envie d'en parler et a élaboré une première version de Nuit noire Calcutta »[1].
- Dans son ouvrage consacré à Marguerite Duras[2], Laure Adler écrit que pendant la rédaction du scénario de Nuit noire, Calcutta « Marguerite boit de plus en plus pour mieux décrire cet alcoolique qui ne trouve pas ses mots » : cette affirmation est démentie par Marin Karmitz et Jean Vallier, auteur de C'était Marguerite Duras[3] ; ce dernier note que Marguerite Duras avait alors cessé de boire depuis plusieurs mois.